# Balogh Csaba (karnagy)
Balogh Csaba (Alsószeli, 1942. március 31. – Alsószeli, 2020. május 11.) szlovákiai magyar zenetanár, karnagy, tankönyvíró, iskolaigazgató.

## Életpályája
1959-ben érettségizett a Galántai Tizenegyéves Középiskolában. Egyetemi tanulmányait a pozsonyi és nyitrai székhelyű Pedagógiai Intézetben végezte, ahol 1963-ban magyar nyelv és irodalom-történelem-zenei nevelés szakos tanári diplomát szerzett. 1965-ben megalapította a Kodály Zoltán nevét viselő Alapiskola Gyermekkarát, amelyet vezetett is. 1969-től tagja volt a Szlovákiai Magyar Pedagógusok Vass Lajos Kórusának. 1969–1976 között alapító-vezetője volt a Galántai Gimnázium Leánykarának. Ezután a galántai Kilencéves Alapiskolában tanított. 1991–1993 között iskolaigazgató volt. 2002-től nyugdíjas pedagógusként oktatott.
Stirber Lajossal az alapiskolák 5. és 6. évfolyama számára zenei nevelés tankönyvet és módszertani segédkönyvet szerkesztett. Több éven keresztül tagja és vezetője volt a Járási Módszertani Központ zenei szakbizottságának, valamint a Csemadok Járási Bizottsága zenei szakbizottságának.

## Művei
- Zenei nevelés (1980; 1990)
- Zenei nevelés az alapiskola 5. osztálya számára (1989)
- Módszertani kézikönyv a zenei nevelés tanításához az alapiskola 5. osztályában (1989)
- Zenei nevelés az alapiskola 6. osztálya számára (1990)

## Díjai, kitüntetései
- Katedra Életműdíj (2004)
- Galánta város polgármesterének díja (2005)
- a Nemzeti Népművelési Központ kitüntetése
- a Szlovákiai Magyar Pedagógusok Szövetsége díja (2009)
- Nagyszombat megye elnökének Emlékérme (2010)
- Emléklap a Csemadok Országos Tanácsa és a Szlovákiai Magyar Zenebarátok Társasága részéről (2013)
- Csemadok Életmű Díj (2015)